# Chairlift
Chairlift (engelska för stollift) var en amerikansk synthpopduo baserad i New York. Chairlift bestod av Caroline Polachek (låtskrivande, sång, tamburin, synthesizer) och Patrick Wimberly (trummor, basgitarr, keyboard, producent). I december 2016 meddelade gruppen att de skulle sluta göra musik som Chairlift.
Caroline Polachek är aktiv som soloartist, både under eget namn och tidigare under pseudonymen Ramona Lisa.

## Diskografi

### Studioalbum
- 2008 – Does You Inspire You
- 2012 – Something
- 2016 – Moth

### EP-skivor
- 2007 – Daylight Savings
- 2012 – Chairlift at 6:15

### Singlar
- "Evident Utensil" (2007)
- "Bruises" (2008)
- "Amanaemonesia" (2011)
- "Met Before" (2012)
- "I Belong In Your Arms" (2012)
- "I Belong In Your Arms (japansk version)" (2012)
- "Ch-Ching" (2015)
- "Romeo" (2015)
- "Crying In Public" (2015)
- "Moth to the Flame" (2016)